# Saucier
Saucier è un centro abitato e un census-designated place (CDP) degli Stati Uniti d'America, situato nella contea di Harrison, nello Stato del Mississippi.